# Warszawianka (serial telewizyjny)
Warszawianka – polski serial telewizyjny z 2023 roku w reżyserii Jacka Borcucha, zrealizowany na podstawie scenariusza Jakuba Żulczyka.
Serial z Borysem Szycem w roli głównej to pierwsza polska produkcja oryginalna serwisu streamingowego SkyShowtime. Warszawianka zadebiutowała 19 czerwca 2023 roku.

## Fabuła
Warszawianka to opowieść o losach czterdziestolatka, miejskiej legendy, która walczy z rzeczywistością i próbuje uchwycić sens własnego istnienia we współczesnym świecie. Franek Czułkowski – „Czuły” to skomplikowana postać i jednocześnie przyjaciel wszystkich. Pisarz, który podbił serca pokolenia X, ale nie dojrzał.

## Obsada
Źródło: FilmPolski.pl
- Borys Szyc jako Franek Czułkowski aka Czuły
- Maja Pankiewicz jako Elka
- Zofia Wichłacz jako Zosia
- Marianna Zydek jako Gryzelda
- Piotr Polak jako Sanczo, przyjaciel Czułego
- Jakub Wieczorek jako Borygo, przyjaciel Czułego
- Jerzy Skolimowski jako Stanisław Czułkowski, ojciec Czułego
- Ilona Ostrowska jako Matylda, matka Niny
- Krystyna Janda jako Matka Czułego
- Jan Peszek jako Tadeusz Czułkowski, wujek Czułego
- Milena Goździela jako Nina, córka Czułego
- Matylda Giegżno jako Julia
- Marta Ścisłowicz jako Olka Pazur
- Tomasz Włosok jako Janek
- Jadwiga Jankowska-Cieślak jako Marzena, ciotka Czułego
- Magda Grąziowska jako Marysia
- Marcin Januszkiewicz jako Ganges
- Robert Koszucki jako Szymon
- Paulina Gałązka jako Lotna
- Leszek Zdybał jako Wydawca Czułego
- Łukasz Garlicki jako Aktor
- Wojciech Klarus jako Sąsiad "z góry"
- Andrzej Zieliński jako Dobromir Koński
- Krzysztof Czeczot jako Jakub Mostowicz
- Modest Ruciński jako Papug, szef agencji reklamowej
- Iga Krefft jako Laura Blask

## Odcinki
Źródło: FilmPolski.pl
| Nr | Tytuł        | Reżyseria     | Scenariusz    | Premiera (SkyShowtime) |
| -- | ------------ | ------------- | ------------- | ---------------------- |
| 1  | Warszawianka | Jacek Borcuch | Jakub Żulczyk | 19 czerwca 2023        |
| 2  | Warszawianka | Jacek Borcuch | Jakub Żulczyk | 19 czerwca 2023        |
| 3  | Warszawianka | Jacek Borcuch | Jakub Żulczyk | 26 czerwca 2023        |
| 4  | Warszawianka | Jacek Borcuch | Jakub Żulczyk | 3 lipca 2023           |
| 5  | Warszawianka | Jacek Borcuch | Jakub Żulczyk | 10 lipca 2023          |
| 6  | Warszawianka | Jacek Borcuch | Jakub Żulczyk | 17 lipca 2023          |
| 7  | Warszawianka | Jacek Borcuch | Jakub Żulczyk | 24 lipca 2023          |
| 8  | Warszawianka | Jacek Borcuch | Jakub Żulczyk | 31 lipca 2023          |
| 9  | Warszawianka | Jacek Borcuch | Jakub Żulczyk | 7 sierpnia 2023        |
| 10 | Warszawianka | Jacek Borcuch | Jakub Żulczyk | 14 sierpnia 2023       |
| 11 | Warszawianka | Jacek Borcuch | Jakub Żulczyk | 21 sierpnia 2023       |

## Ścieżka dźwiękowa
Na ścieżce dźwiękowej serialu Warszawianka pojawiają popularne utwory lat osiemdziesiątych, m.in. „Smalltown Boy” zespołu Bronski Beat, „Warszawa” Davida Bowiego, piosenki Toma Waitsa, a także zespołów Yazoo i Savage. Uzupełnieniem muzyki wykorzystanej w serialu są utwory współczesnej sceny muzycznej, m.in. „Hollow” Zamilskiej oraz kompozycje autorstwa Daniela Blooma.

## Produkcja

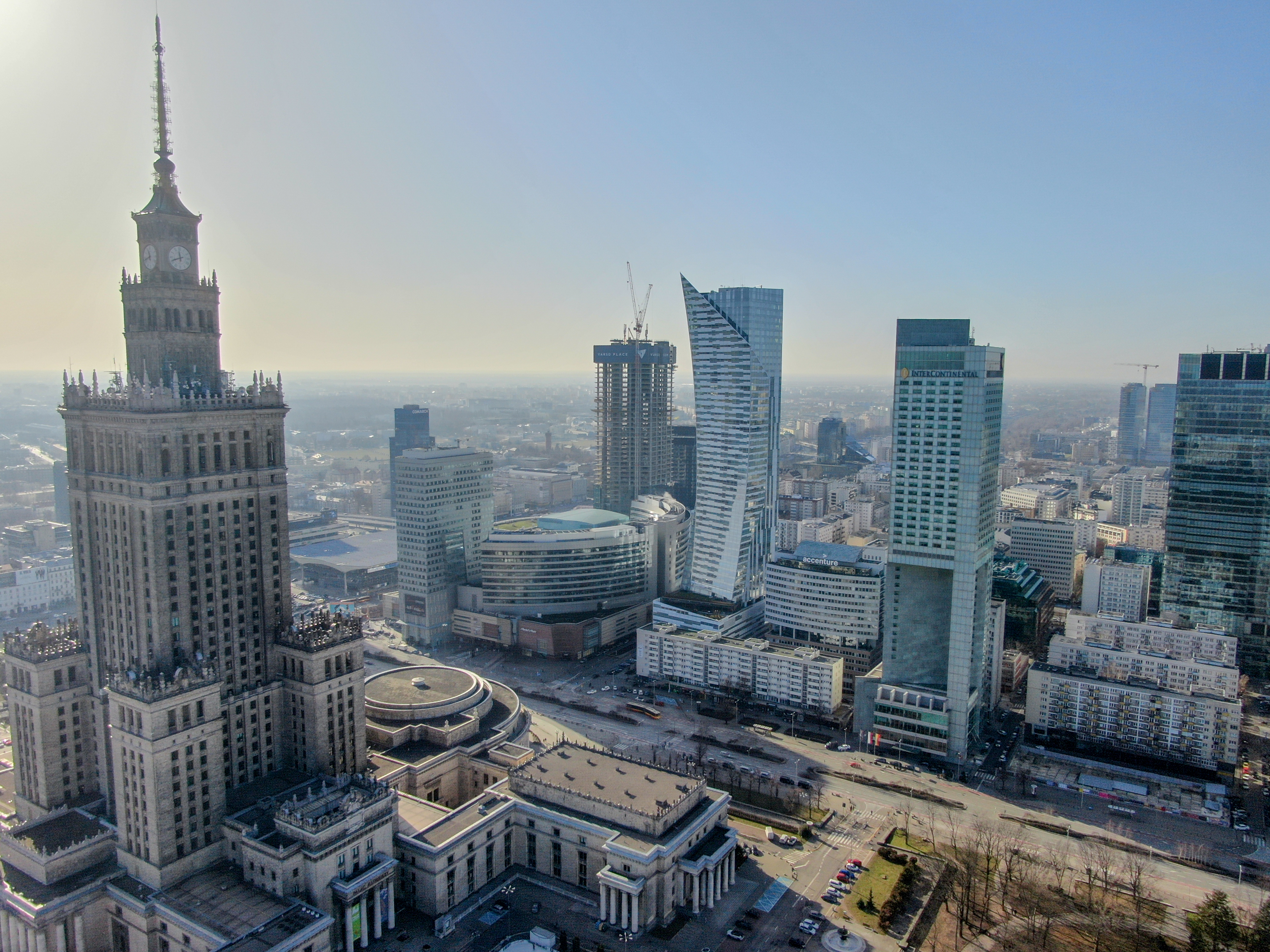
Warszawa Śródmieście pojawia się w tle wielu scen w serialu

Autorem zdjęć do serialu, które w przeważającej części zostały zrealizowane w Warszawie, jest Piotr Uznański. Wśród lokacji znalazły się najbardziej popularne miejsca stolicy, m.in. Bulwary Wiślane, Pałac Kultury, Klub Warmut przy Placu Zbawiciela, kawiarnia STOR na Powiślu czy Plac Powstańców Warszawy, gdzie mieściła się klubokawiarnia Warszawska należąca do Czułego.

## Promocja i wydanie
W kwietniu 2023 roku zapowiedziano, że premiera Warszawianki odbędzie się w czerwcu tego samego roku. Oficjalny zwiastun i plakaty postaci pierwszego polskiego oryginalnego serialu SkyShowtime zaprezentowano 6 czerwca 2023 roku.
13 czerwca 2023 roku na warszawskiej Pradze odbyła się premiera serialu, w której udział wzięli m.in. Borys Szyc, Krystyna Janda, Ilona Ostrowska, reżyser Jacek Borcuch, autor scenariusza Jakub Żulczyk, producentka Izabela Łopuch. Cześć oficjalną wydarzenia otworzył Monty Sarhan, prezes SkyShowtime. 
Pierwsze dwa odcinki serialu zadebiutowały 19 czerwca 2023 roku na platformie Skyshowtime we wszystkich 22 krajach, w których serwis ten jest dostępny. Natomiast kolejne odcinki pojawiały się co tydzień.

## Odbiór
Serial w lipcu 2023 roku był najchętniej oglądaną produkcją w serwisie SkyShowtime w Polsce i zajął miejsce w czołówce najchętniej oglądanych produkcji na platformie od momentu premiery SkyShowtime na polskim rynku 14 lutego 2023 roku. 